# راستاپوپولوس
روبرتو راستاپوپولوس (انگلیسی: Roberto Rastapopoulos) یک شخصیت خیالی است که  آنتاگونیست اصلی ماجراهای تن‌تن و میلو اثر کارتونیست بلژیکی هرژه است. او نخستین بار در کتاب سیگارهای فرعون (۱۹۳۴) ظاهر شد و رئیس تبهکاران با هویت‌هایی متعدد است که فعالیت‌هایش اغلب او را در برابر دشمن اصلی خود تن‌تن قرار می‌دهد.

## تاریخچه شخصیت

### شکل‌گیری اولیه شخصیت
نمونۀ اولیه بصری راستاپوپولوس در تن‌تن در آمریکا ظاهر می‌شود که در آن، او در ضیافتی در شیکاگو که به افتخار تن‌تن برگزار شد، در میان افراد برجسته گردهم آمده است. در اینجا او در کنار بازیگر زنی به نام «مری پایکفورت» نشسته است، که کنایه‌ای از بازیگر زن واقعی مری پیکفورد است. نویسنده و منتقد بریتانیایی مایکل فار اظهار داشت که این حقیقتاً تصویری از راستاپوپولوس است و البته انتظار هم می‌رود که یک کارگردان فیلم را در کنار یک هنرپیشه هالیوودی بنشانند. نام «راستاپوپولوس» توسط یکی از دوستان هرژه اختراع شده بود. هرژه آن را بامزه دانست و تصمیم گرفت از آن استفاده کند. او راستاپوپولوس را به عنوان یک آمریکایی-ایتالیایی با نام‌خانوادگیِ یونانی یا به‌عنوان یک یونانی-آمریکایی، یا صرفاً به عنوان یک یونانیِ متولدِ جزیره لروس خلق کرد، اما این شخصیت با کلیشه‌های یهودی‌ستیزانهٔ یهودیان سازگار بود. هرژه البته اصرار داشت که این شخصیت یهودی نیست. بدیهی است که هرژه با نام خانوادگی هجوگونهٔ یونانی، بینی بزرگ و مشارکت مشکوک و خلافکارانهٔ خود در کشتیرانی، راستاپوپولوس را از آریستوتلیس اوناسیس، غول کشتیرانی یونانی الگوبرداری کرده است، که گفته می‌شود هلنوفوبیا داشت (ضد یهودیان یونانی).

نمونه اولیه شخصیت «راستاپوپولوس» در تن‌تن در آمریکا، نشسته در کنار بازیگری به‌نام «مری پایکفورت».

هرژه نخستین بار شخصیت راستاپوپولوس را در سیگارهای فرعون معرفی کرد که در نشریهٔ هفتگی جوانان لو پتی ونتیم از ۸ دسامبر ۱۹۳۲ تا ۸ فوریه ۱۹۳۴ منتشر می‌شد. تن‌تن راستاپوپولوس را در آغازِ داستان در کشتی «ام.اس. ایسیس» یک کشتی تفریحی پهلوگرفته در اسکله‌ای در مصر می‌بیند. در اینجا، سوفوکل سارکوفاگوس مصرشناس، به راستاپوپولوس برخورد می‌کند و راستاپوپولوس او را تهدید به برخورد فیزیکی می‌کند تا آنکه تن‌تن مداخله می‌کند. او سپس سر تن‌تن فریاد می‌زند و او را «پسرهٔ بیخود پررو!» خطاب می‌کند تن‌تن راستاپوپولوس را می‌شناسد و پیش خودش می‌گوید که «آه فهمیدم: غول بزرگ صنعت سینما، سلطان کمپانی فیلمسازی کوسموس… و این هم اولین باری نیست که ما همدیگر رو ملاقات می‌کنیم…» بعداً در داستان، تن‌تن دوباره با راستاپوپولوس برخورد می‌کند، این بار سر صحنهٔ تصویربرداری فیلمِ «دلاوران عرب» در صحرا که موجب قطع فیلم‌برداری آن سکانس می‌کند. سکانسی که دو عرب مشغول تعرض و شلاق زدن به یک زن جوان هستند و تن‌تن پس از حمله به آنها متوجه می‌شود این صحنه‌ای از یک فیلم بوده است. اگرچه بسیاری از عوامل پشت صحنه عصبانی هستند، راستاپوپولوس این بار مهربان است و تن‌تن را به چادر خود دعوت می‌کند، که در آنجا تن‌تن او را از تمام اتفاقاتی که پس از ترک کشتی تفریحی برایش افتاده آگاه می‌کند و راستاپوپولوس پس از آن لباس‌هایی برای او فراهم می‌کند و راه رسیدن به روستایی دیگر را به او نشان می‌دهد. مایکل فار خاطرنشان کرد که این ایده که قهرمان به اشتباه به شرور اعتماد می‌کند، ایده‌ای بود که پیش‌تر توسط جان باکن و آلفرد هیچکاک استفاده شده بود، و هرژه از هیچکاک تاثیرپذیرفته بود.
راستاپوپولوس بار دیگر در همین داستان (سیگارهای فرعون) ظاهر می‌شود – این بار با پالتوی بارانیِ کمربنددار و کلاه مبدل – و در پایان داستان، که طی آن، او و یک مرتاض هندی، ولیعهد گایپاجاما (مهاراجه) را به انتقام فعالیت‌هایش علیه تجارت تریاک می‌ربایند. تن‌تن آنها را دنبال می‌کند و یک تعقیب و گریز با اتومبیل آغاز می‌شود.
هرژه در کتاب بعدی، گل آبی که در چین اتفاق می‌افتد و به حمله ژاپن به منچوری می‌پردازد، راستاپوپولوس را دوباره با داستان می‌آورد. در یک صحنه، تن‌تن در یکی از سینماهای شانگهای که فیلمِ «دلاوران عرب» را نمایش می‌دهد، پنهان می‌شود، فیلمی به تهیه‌کنندگی راستاپوپولوس که تن‌تن شاهد فیلمبرداری آن در داستانِ سیگارهای فرعون بود. تن‌تن بعداً متوجه شد که راستاپوپولوس که در حال حاضر در شهر اقامت دارد، آخرین فردی است که یک پزشک معروف را ملاقات کرده است؛ پزشکی که تن‌تن معتقد است می‌تواند سم جنون‌آور خطرناک را درمان کند (اگرچه او داستان راستاپوپولوس را می‌پذیرد که آن پزشک را پس از پایان مهمانی جلوی منزلش پیاده کرده است). در پایانِ گل آبی راستاپوپولوس به‌عنوان رهبر سازمان بین‌المللی قاچاق تریاک که تن‌تن قبلاً در سیگارهای فرعون با آن مبارزه کرده بود، معرفی و متعاقباً زندانی می‌شود.

### ظهورهای بعدی
راستاپوپولوس در داستان کوسه‌های دریای سرخ در کسوتِ «مارکوس دی گورگونزولا» یک نجیب‌زاده میلیونر و تاجر برده که پس از دستگیری‌اش به‌خاطر جرایم پیشین، مجبور به ایجاد هویت جدیدی برای خود شده، دوباره حضور می‌یابد. هنگامی که تن‌تن، هادوک و اسکات به قایق تفریحی او می‌رسند (کاریکاتوری از کشتی تفریحی مجلل آریستوتلیس اوناسیس به نام کریستینا)، او آنها را فریب می‌دهد تا سوار کشتی آلن شوند که بعداً سعی می‌کند پس از تخلیه خدمه و نقشه‌ای از پیش تعیین‌شده، آن را با اژدر نابود کند اما برنامه‌اش با یک آتش‌سوزی نقش برآب می‌شود. راستاپوپولوس با غرق شدن قایقش، در حالی که با زیردریایی از پایین فرار می‌کند، وانمود به مرگ می‌کند. (بیانکا کاستافیوره در جواهرات کاستافیوره اشاره می‌کند که رسانه‌ها به اشتباه ادعا کرده‌اند که او با مارکوس دی گورگونزولا ازدواج کرده است).
او بعدها «لازلو کاریداس» میلیونر را در پرواز شماره ۷۱۴ می‌دزدد تا شماره حساب چند میلیونی‌اش در بانک سوئیس را به دست آورد و به این نتیجه می‌رسد که سرقت پول کاریداس آسان‌تر از تحصیل ثروت توسط خودش است. هنگامی که دکتر کرول اسپل به‌طور تصادفی به راستاپوپولوس سرم حقیقت‌گویی تزریق می‌کند، نیات شیطانی‌اش را فاش می‌کند، از جمله نقشه‌اش برای کشتن دکتر کرول اسپل پس از پایان کارهایش. در نهایت او به‌دام تن‌تن می‌افتد که همچون کرول اسپل و کاریداس، همگی را با طناب می‌بندند و دهانشان را با چسب زخم می‌پوشانند که صدایی از آنها درنیاید. در طول داستان او بیشتر و بیشتر آسیب بدنی می‌بیند. ابتدا وقتی هادوک در تعقیب راستاپوپولوس تفنگ خود را می‌شکند، بخشی از آن را دور می‌اندازد که به کلهٔ راستاپوپولوس که پشت صخره مخفی‌شده، اصابت می‌کند. جای دیگر، وقتی راستاپوپولوس در حال فرار است، آلن او را صدا می‌زند و در اثر این حواس‌پرتی، محکم با درختی برخورد می‌کند. زمانی که آلن چسب زخم را از دهانش می کَند، صورتش به شدت درد می‌گیرد. همچنین هنگامی که آلن می‌خواهد نارنجکی را به سمت تن‌تن و همراهانش پرتاب کند، به یاد می‌آورد که راستاپوپولوس، کاریداس را زنده می‌خواهد و نارنجک را به سمت دیگری پرتاب می‌کند؛ اما راستاپوپولوس دقیقاً همانجاست که در انفجار زخمی و لباس‌هایش تکه‌پاره می‌شود. وقتی آلن کلاه کاریداس را از زیر سر سنگی بیرون می‌کشد، به‌طور اتفاقی محکم با آرنج راستش به صورت راستاپوپولوس می‌کوبد که در اثر شدت ضربه، چشم راستاپوپولوس کبود می‌شود. کمی بعد، برآمدگی سرش از بین می‌رود که آن را به فال نیک می‌گیرد. اندکی بعد، یک تکه سنگ درست پس از اینکه متوجه وقوع ناگهانی یک زلزله می‌شوند، بر روی سر او سقوط کرد و باعث ایجاد برآمدگی دیگری می‌گردد. هنگامی که این گروه شرور از مواد منفجره برای شکستن یک سد سنگی استفاده می‌کتند، فوران آتشفشانی رخ می‌دهد و آنها را مجبور می‌کند تا با یک قایق لاستیکی از جزیره فرار کنند. راستاپوپولوس و گروهش توسط «میک اِزدانیتوف» (به فرانسوی: Mik Ezdanitoff) هیپنوتیزم می‌شوند و به یک بشقاب پرنده منتقل می‌شوند. آنچه در آنجا و پس از آن، برای آنها اتفاق می‌افتد نامعلوم باقی می‌ماند.
در سال ۱۹۷۲ راستاپوپولوس در فیلمی انیمیشن به نام تن‌تن و دریاچه کوسه‌ها ظاهر می‌شود که بعداً در قالب کتابی با عنوانِ مشابه منتشر شد. در این داستان که توسط یکی از دوستان هرژه نوشته شده است، راستاپوپولوس رهبر یک باند جنایتکار است که عملیات را از یک پایگاه مخفی زیر آبی هدایت می‌کند. او مسئول سرقت‌های متعدد اجناس و اقلام با ارزش در سراسر جهان است و قصد دارد ماشین کپی اختراع‌شده توسط پروفسور تورنسل را بدزدد که او را قادر خواهد ساخت تا وسایل را با نمونه‌های تقلبی بی‌نقص جایگزین کند تا کسی از جرایم او مطلع نشود. با این وجود، در حالی که پس از افشای فعالیت‌هایش تلاش می‌کند با زیردریایی فرار کند، توسط تن‌تن و هادوک به دام افتاده و توسط پلیس سیلداوی دستگیر می‌شود.
در کتاب تن‌تن و هنر الفبا که ناتمام ماند، شخصیتی حضور دارد به نام «اندادین آکاس» که اغلب تصور می‌شود راستاپوپولوس در لباس مبدل است. اگرچه صفحه‌ای در این کتاب ناتمام در نسخهٔ جدیدتر منتشر شده توسط گروه اگمونت نشان می‌دهد آکاس همان راستاپوپولوس است، اما چون کتاب هرگز توسط هرژه به پایان نرسیده بود، سرنوشت راستاپوپولوس پس از پرواز شماره ۷۱۴ مشخص نیست. در سال ۲۰۰۴، اقتباس «ایو رودیه» از تن‌تن و هنر الفبا، راستاپوپولوس را برای آخرین بار در تقابل و رویارویی با تن‌تن قرار داد.
در سال ۱۹۹۶ راستاپوپولوس در یک پاستیش به نام دستینیشن ورلد اثر «دیدیه ساوار» ظاهر می‌شود. این پاستیش با مجوز بنیاد هرژه به منظورِ جشن گرفتن ۷۰ سالگی تن‌تن و جشنواره کمیک در آنگولم خلق شد. در اینجا، راستاپوپولوس با ظاهری مبدل در مقابل ساختمان لو موند توسط مهاجمان ناشناس در اتومبیلی مورد اصابت گلوله قرار می‌گیرد.

## تحلیلِ نقادانه
مایکل فار استدلال کرد که رابطه تن‌تن و راستاپوپولوس شبیه رابطه شرلوک هلمز با پروفسور موریارتی در داستان‌های آرتور کانن دویل است. مایکل فار بر این باور بود که راستاپوپولوس تنها دشمنی است که «باید از او ترسید، شاید روزی بر او [تن‌تن] چیره شود».